# Células Inka
Las células Inka son células endocrinas altamente especializadas que se encuentran en la tráquea de los insectos y que colaboran en el proceso de la ecdisis o muda del exoesqueleto.
Estas células secretan dos péptidos que forman parte de las hormonas fundamentales en el proceso: una hormona iniciadora de la apolisis y otra hormona iniciadora de la ecdisis.
Según investigaciones encabezadas por el científico eslovaco Dušan Žitňan, aunque los péptidos segregados por diversos insectos son similares, las células Inka de cada uno tienen diferentes características y distribución. En la mayoría, no obstante, son pequeñas y numerosas y se encuentran dispersas.